# Архипов, Геннадий Андреевич
Генна́дий Андре́евич Архи́пов (11 января 1932, дер. Сенькино, Йошкар-Олинский кантон, Марийская АО — 15 сентября 1995, Йошкар-Ола) — марийский археолог. Исследователь истории происхождения марийского народа. Автор свыше 120 печатных работ, а том числе трёх монографий.

## Биография
Окончил Марийский государственный педагогический институт (1955), аспирантуру Института археологии АН СССР (1967). С 1956 года в Марийском научно-исследовательском институте языка, литературы и истории: научный сотрудник, в 1989—1995 годах — директор. В 1960—1995 годах начальник Марийской археологической экспедиции. Инициатор, научный редактор серии «Археология и этнография Марийского края» (с 1976 года). Руководитель издания «Атласа археологических памятников Республики Марий Эл» (1990, 1993).

## Научные, учёные и почётные звания и степени
- Кандидат исторических наук (1967)
- Заслуженный деятель науки Марийской АССР (1980)
- Доктор исторических наук (1991)

## Основные научные работы
- Материалы к археологической карте Марийской АССР. Йошкар-Ола, 1960. Вып. 1. (совместно с А.X. Халиковым). 132 с.
- Ананьинские городища на р. Вятке. // Железный век Марийского края. Йошкар-Ола, 1962. Тр. МарАЭ. Т. II. С. 188-205.
- Городища первой половины I тыс. н. э. в Марийской АССР. // Железный век Марийского края. Йошкар-Ола, 1962. Тр. МарАЭ. Т. II. С. 206-231.
- Архипов Г. А. Марийцы IX—XI вв. К вопросу о происхождении народа.— Йошкар-Ола, 1973
- Марийский край в памятниках археологии. Йошкар-Ола, 1976. 168 с.
- Архипов Г. А. Марийцы XII—XIII веков. К этнокультурной истории Поветлужья.— Йошкар-Ола, 1986
- Происхождение марийского народа по археологическим данным (с I тыс. н. э.) // Происхождение марийского народа. Йошкар-Ола, 1962. С. 36-52.
- К вопросу об этногенезе мари. // КСИА. 1968. Вып. 113. С. 41 -46.
- К вопросу о городецко-азелинских контактах в связи с проблемой происхождения марийцев. // Древние и современные этнокультурные процессы в Марийском крае. Йошкар-Ола, 1976. С. 27-37. АЭМК. Вып. 1.
- Захоронения с конем I тыс. н. э. в Марийском Поволжье. // Вопросы древней и средневековой археологии Восточной Европы. М., 1978. С. 172-180.
- Марийско-удмуртские этнокультурные связи (к вопросу об азелинском юмпоненте в марийском и удмуртском этносе). // Материалы по этногенезу (дмуртов. Ижевск. 1982. С. 63-71.
- Проблемы ранней этнической истории марийцев. Йошкар-Ола. 1988. С. 56- 18.АЭМК. Вып. 14[1].